# Des Allemands
Des Allemands is een plaats (census-designated place) in de Amerikaanse staat Louisiana, en valt bestuurlijk gezien onder Lafourche Parish en St. Charles Parish.

## Demografie
Bij de volkstelling in 2000 werd het aantal inwoners vastgesteld op 2500.

## Geografie
Volgens het United States Census Bureau beslaat de plaats een oppervlakte van
28,2 km², waarvan 22,5 km² land en 5,7 km² water. Des Allemands ligt op ongeveer 1 m boven zeeniveau.

## Plaatsen in de nabije omgeving
De onderstaande figuur toont nabijgelegen plaatsen in een straal van 20 km rond Des Allemands.